# 1972年至1973年英格蘭足總盃
1972/73球季英格蘭足總盃（英語：FA Cup），是第92屆英格蘭足總盃，今屆賽事的冠軍是新特蘭，他們在決賽以1:0擊敗列斯聯，奪得冠軍。本屆賽事繼續在舊溫布萊球場舉行。
列斯聯在決賽爆冷敗給次級聯賽的新特蘭，未能蟬聯足總盃冠軍。

## 外部連結
1. 英格蘭足總盃官網Archive-It的存檔，存档日期2012-04-24
2. 英格蘭足總盃 歷屆冠軍（页面存档备份，存于）